# Водный кодекс Российской Федерации
Водный кодекс Российской Федерации (ВК РФ) — кодифицированный нормативно-правовой акт, являющийся основным документом, регулирующим водные отношения в России.
Водный кодекс Российской Федерации принят Государственной думой 12 апреля 2006 года, одобрен Советом Федерации 26 мая 2006 года и подписан Президентом Российской Федерации 3 июня 2006, вступил в силу 1 января 2007 года (согласно Федеральному закону от 3 июня 2006 года № 73-ФЗ «О введении в действие Водного кодекса Российской Федерации»).
Со дня введения в действие Водного кодекса Российской Федерации признан утратившим силу Водный кодекс Российской Федерации от 16 ноября 1995 № 167-ФЗ, а законодательные акты Союза ССР, содержащие нормы, регулирующие водные отношения, признаны не действующими на территории Российской Федерации.
Согласно статье 2 Водного кодекса, водное законодательство состоит из кодекса, других федеральных законов и принимаемых в соответствии с ними законов субъектов Российской Федерации.

## Структура
Водный кодекс состоит из 69 статей в 7 главах:
1. Общие положения
2. Право собственности и иные права на водные объекты
3. Договор водопользования. Решение о предоставлении водного объекта в пользование
4. Управление в области использования и охраны водных объектов
5. Водопользование
6. Охрана водных объектов
7. Ответственность за нарушение водного законодательства.